# Гринберг, Александр Данилович
Алекса́ндр Дани́лович Гри́нберг (1885, Москва — 1979, там же) — классик советской фотографии, член Русского фотографического общества. Кинооператор.

## Биография
Родился в семье служащего. В детстве с середины 1890-х начал увлекаться фотографией.
После окончания гимназии поступил в Московский университет. Учился на физико-математическом факультете Московского университета, в Строгановском художественном училище.

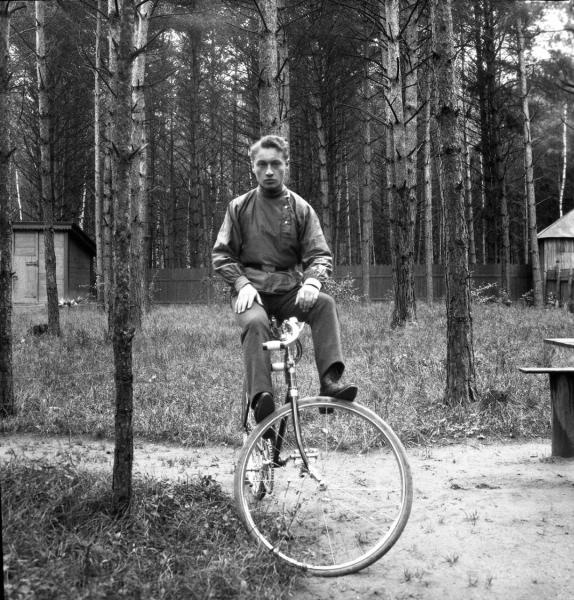
Гринберг Александр. 1904 г.

В начале XX века примкнул к авангардному направлению в фотографии «Пикториализм», возникшему в 1880-е годы, принцип которого заключался в сближении снимка и живописного полотна.
С 1907 года — член Русского фотографического общества. В 1908 году приходит признание — Гринберг получает серебряную медаль на Всероссийской выставке, а в 1909 году удостаивается золотой медали на Международной фотографической выставке в Дрездене (Германия). Позже участвует во многих других фотовыставках.
В 1914 году Гринберг организовывает фотоотдел на кинофабрике Ханжонкова (Москва) и начинает работать там кинооператором.
Участвовал в Первой мировой войне, несколько лет провёл в немецком плену (с 1915 до середины 1918 года).
С 1923 года — преподаватель Гостехникума кинематографии (ГТК, будущий ВГИК), где занимал кафедру киносъёмки почти 10 лет до 1930 года. В 1925-28 гг. — оператор Госкино (Совкино) фабрики. Среди прочих, снял фильм «Два друга, модель и подруга».
Был представлен на фотовыставке «Советская фотография за 10 лет» и, как авторитетный фотограф, сам входил в жюри этой выставки.
С 1925 по 1928 год Гринберг участвует во всех ежегодных выставках «Искусство движения» и достигает виртуозности исполнения в жанре «обнаженной натуры». Близкий друг фотографа-пикториалиста Юрия Ерёмина: вместе с ним в 1926 году издал в Берлине альбом «Москва», а в начале 1930-х годов участвовал в увеличении портретов Ленина и Сталина для празднования Первомая.
С 1934 года преподает на фотокурсах МОРФ (Московского общества работников фотографии).
В 1935 году он среди участников «Выставки мастеров советского фотоискусства», где выставляет свои этюды обнажённой натуры.
В 1936 году за эротические фотографии был обвинен в порнографии, арестован и осуждён органами НКВД на 5 лет. Освобождён в 1939 году.
В годы войны не покинул Москву, а зарабатывал на жизнь фотосъёмкой портретов.
В 1950-е годы реабилитирован.
Работал фотографом в музее бывшей Троице-Сергиевой лавры, в кружке Дворца культуры автозавода имени Сталина.

Гринберг в совершенстве владел техникой благородной печати (бромойль, гуммиарабик), но в середине 1930-х годов отходит от бромойлей и делает вывод, что творческое начало может выражать себя и без сложной обработки снимка, формулируя идею «чистой фотографии» (термин Гринберга).
Женат был на Наталье Гринберг, затем в 1930-е женился на Любови Островской.
Умер в 1979 году. Урна с прахом захоронена в колумбарии на Донском кладбище.

## Фильмография
- 1921 — Рассказ о семи повешенных
- 1926 — Потомок араба
- 1927 — Два друга, модель и подруга

## Награды
- Грамота ЦИК Союза ССР (11 января 1935) — за особые заслуги в области создания и развития советской кинематографии[4]